# Юхново (Опочецкий район)
Юхново — деревня в Опочецком районе Псковской области России. Входит в состав Пригородной волости Опочецкого района.
Расположена в 12 км к востоку от города Опочка, у левого прибрежья реки Кудка (правый приток Великой).
Численность населения по состоянию на 2000 год составляла 26 человек, на 2012 год — 19 человек.

## Топографические карты
- Лист карты O-35-XXIX Опочка. Масштаб: 1 : 200 000. Состояние местности на 1985 год. Издание 1987 г.